# 格利博喬克 (科羅斯特舍夫區)
50°15′59″N 29°1′17″E / 50.26639°N 29.02139°E
格利博喬克（烏克蘭語：Глибочок）是烏克蘭北部的村莊，隸屬日托米爾州的日托米爾區。該村面積0.5平方公里，海拔高度165米，2001年人口224，人口密度每平方公里444.44人。